# Arichanna picaria
Arichanna picaria là một loài bướm đêm trong họ Geometridae.

## Hình ảnh

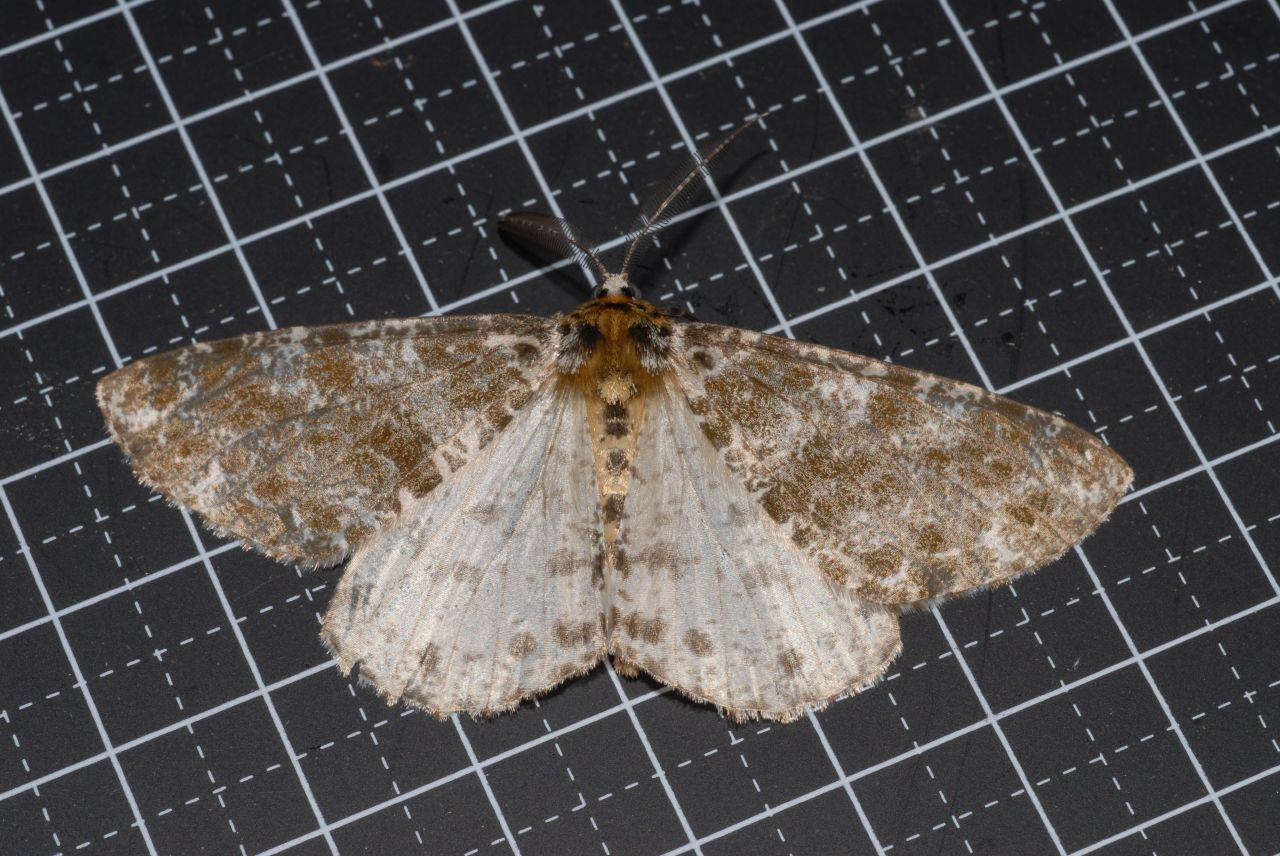
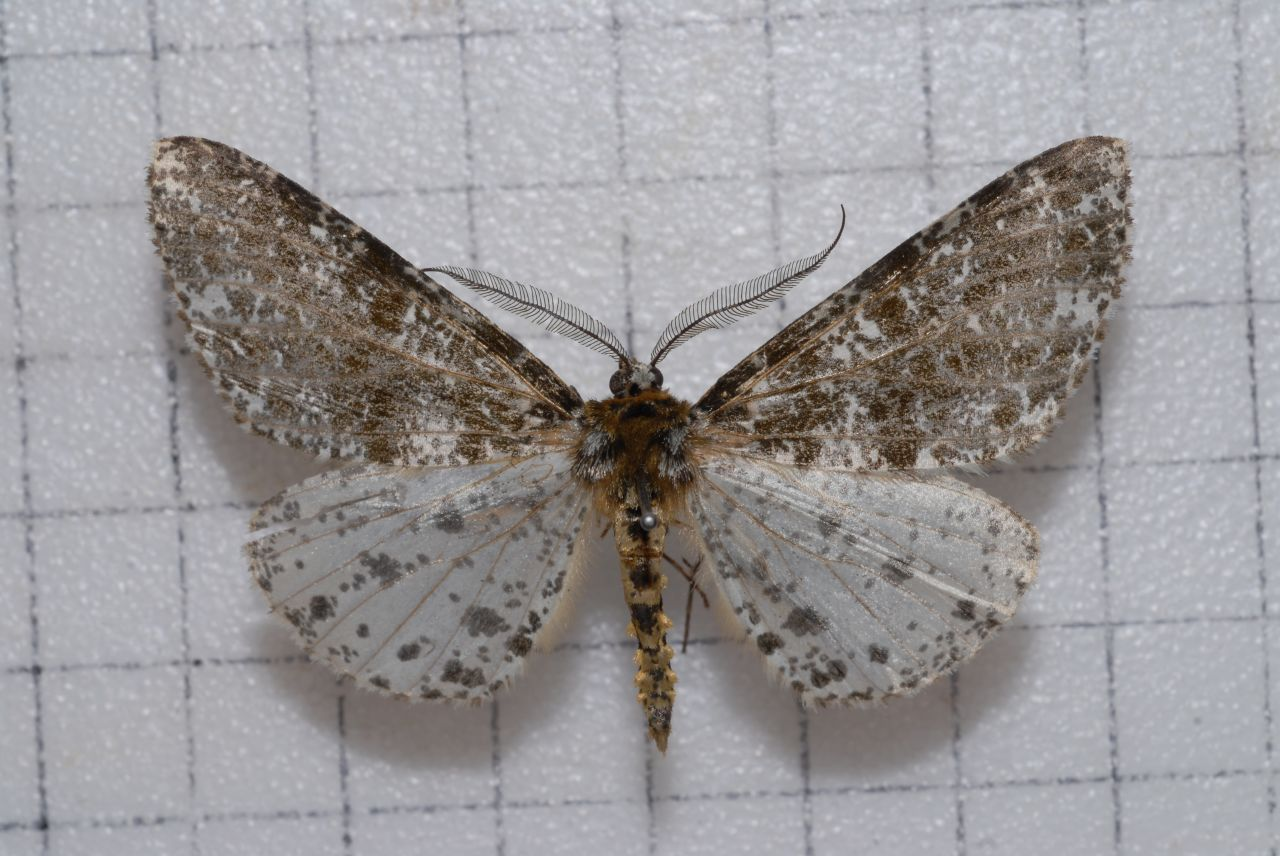
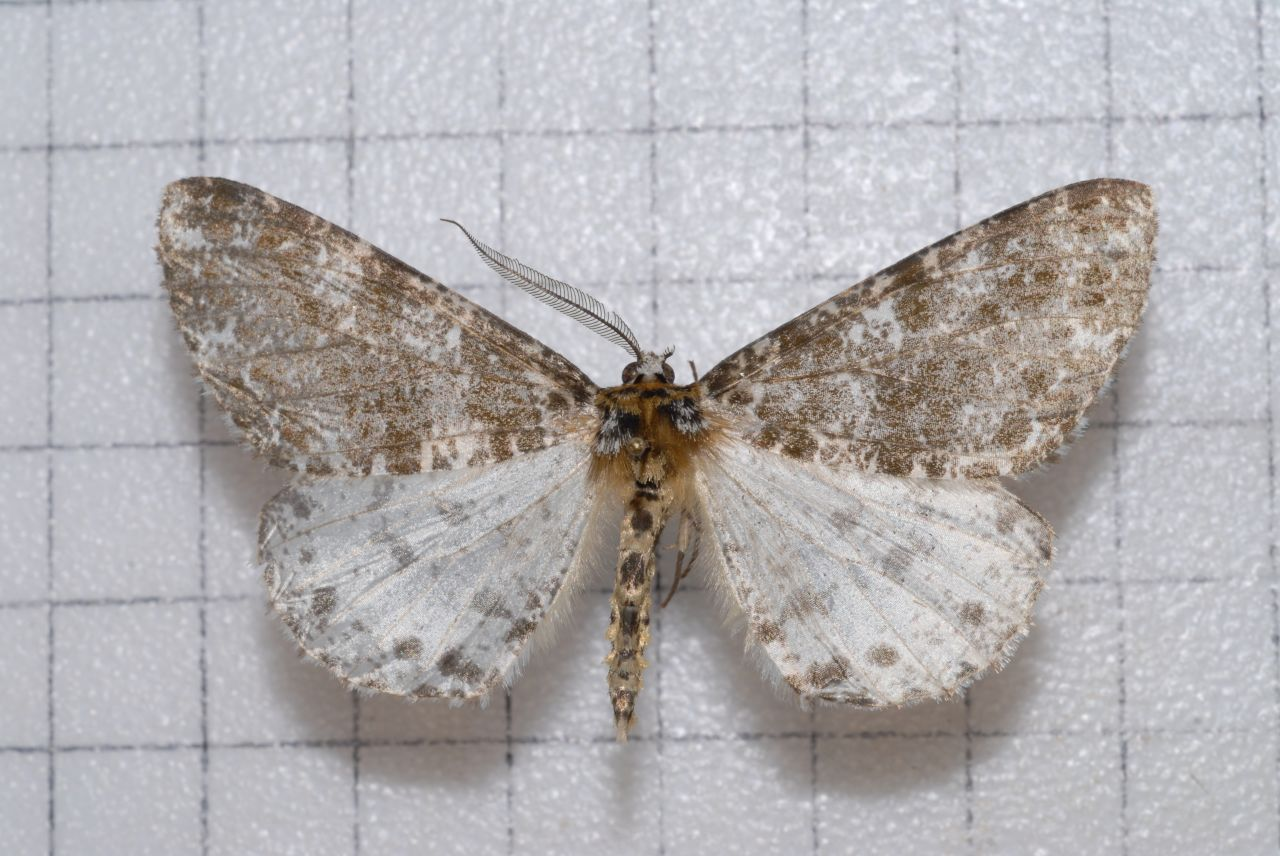
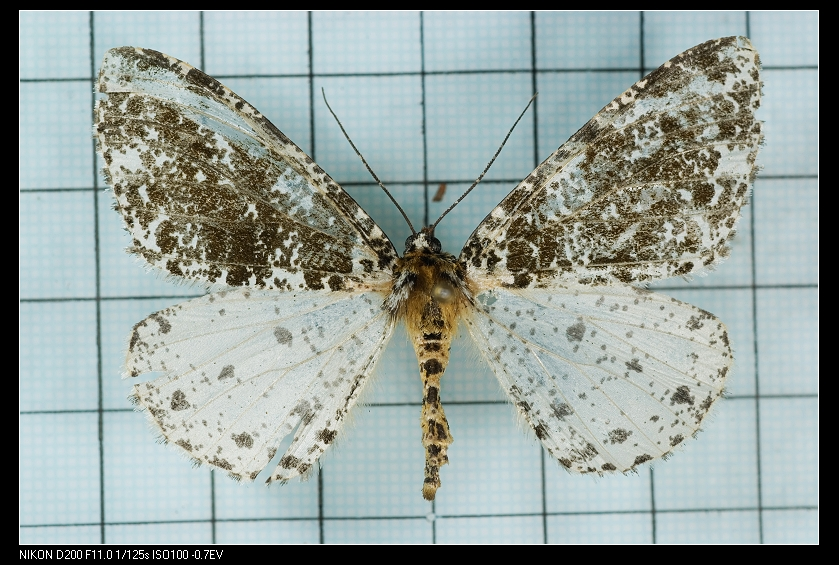